# Чемпионат мира по стрельбе из лука 1993
37-й чемпионат мира по стрельбе из лука был проведён в Анталье (Турция) в сентябре 1993 года, организован Всемирной федерацией стрельбы из лука (FITA).

## Медалисты

### Классический лук
| Дисциплина                     | Золото                                                   | Серебро                                                             | Бронза                                                           |
| Мужчины. Индивидуальный турнир | Пак Гьон Мо                                              | Ким Кюнг Хо                                                         | Станислав Забродский                                             |
| Женщины. Индивидуальный турнир | Ким Хе Чжин                                              | Чо Юн Джон                                                          | Яна Туниянц                                                      |
| Мужчины. Командный турнир      | Франция · Лионель Торрес · Себастьен Флют · Эрик Юнбекан | Республика Корея · Ким Кюнг Хо · Ким Сон Нам · Пак Гьон Мо          | Нидерланды · Эрвин Верстеген · Хенк Вогелс · Марсель ван Слеувен |
| Женщины. Командный турнир      | Республика Корея · Ким Хе Чжин · Ли Ын Гён · Чо Юн Джон  | Россия · Наталья Болотова · Махлуханум Мурзаева · Елена Тутатчикова | Китай · Ван Сяочжу · Ма Сянцзюнь · Яо Явэнь                      |

## Медальный зачёт
| Место | Страна           | Золото | Серебро | Бронза | Всего |
| ----- | ---------------- | ------ | ------- | ------ | ----- |
| 1     | Республика Корея | 3      | 3       | -      | 6     |
| 2     | Франция          | 1      | -       | -      | 1     |
| 3     | Россия           | -      | 1       | -      | 1     |
| 4     | Китай            | -      | -       | 1      | 1     |
| 4     | Казахстан        | -      | -       | 1      | 1     |
| 4     | Нидерланды       | -      | -       | 1      | 1     |
| 4     | Украина          | -      | -       | 1      | 1     |